# Déjeuner dînatoire
Een déjeuner dînatoire is een warme maaltijd die vooral voorkomt bij officiële gelegenheden zoals een huwelijksfeest. Als het om diplomatieke ontvangsten gaat, noemen we het een banket. De naam is een samenstelling van het woord dejeuner, dat lunch betekent, en diner. Bij deze maaltijd vervallen de lunch en het diner. Deze maaltijd komt steeds minder vaak voor, omdat huwelijksfeesten vaak op een minder traditionele manier worden gevierd en er vaker gebruikgemaakt wordt van een koud en/of warm buffet. Dit is praktischer voor de gasten en het horecabedrijf.